# HP-UX
HP-UX är en variant av Unix utvecklad av Hewlett Packard. HP-UX kördes ursprungligen på HP9000 datorer baserade på 68000-arkitekturen. Senare portad till HP9000-maskiner med HP:s egen PA-RISC-arkitektur. Numera portad till de senaste datorerna baserade på Itanium och Itanium 2.
När HP köpte Compaq startades ett projekt för att flytta över vissa av de avancerade delarna i Tru64, bland annat stödet för kluster, TruCluster. Detta realiserades aldrig, utan istället köptes liknande mjukvara in från Veritas.

## Versionshistorik
- Version 9.04, lanserad november 1993
- Version 10.01, lanserad juli 1995
- Version 10.10, lanserad februari 1996
- Version 10.20, lanserad augusti 1996
- Version 10.30, lanserad augusti 1997
- Version 11.00, lanserad november 1997
- Version 11i v1, lanserad juni 2000
- Version 11i v1.5, lanserad juni 2001 (endast Itanium)
- Version 11i v1.6, lanserad juni 2002 (endast Itanium)
- Version 11i v2, lanserad september 2003
- Version 11i v3, lanserad februari 2007